# أندريه فيرمولين
أندريه فيرمولين هو صحفي بلجيكي، ولد في 25 أكتوبر 1955 في بروج في بلجيكا.

## وصلات خارجية
- أندريه فيرمولين على موقع IMDb (الإنجليزية)